# Evento de El Niño de 2014–2016
O evento de El Niño de 2014–2016 se iniciou no mês de maio de 2014 quando as condições para a formação do El Niño foram cumpridas. A Bureau of Meteorology (Austrália), a Agência Meteorológica do Japão e a National Oceanic and Atmospheric Administration (EUA) confirmaram a formação do El Niño no fim do mês de maio com intensidade prevista entre moderado e forte, estendendo-se até maio–junho de 2016. O fenômeno permaneceu em intensificação ao longo do ano. No fim do mês de Junho a região central e leste do Pacífico alcançou anomalias de temperatura equivalentes a El Niño em patamar forte. No mês de Novembro as temperaturas na região central do pacífico foram superiores as registradas no grande evento de 1997/98. A Organização meteorológica mundial declarou que o evento é um dos três maiores já registrados, juntamente com 1982/83 e 1997/98.

## Impactos

### No Brasil
- Em Julho de 2015 fortes e constantes chuvas atingiram o sul do Brasil afetando mais de 25 mil pessoas em 108 cidades da região. Somente no Paraná, 21 mil pessoas foram afetadas, no Rio Grande do Sul, 1700 ficaram desabrigadas e em Santa Catarina mais de 2000 foram atingidas pelas chuvas. Em algumas cidades chegou a chover mais do que o dobro do esperado para todo o mês em poucos dias.[11] Um tornado na região de Francisco Beltrão-PR matou 1 pessoa e feriu mais de 70.[12]

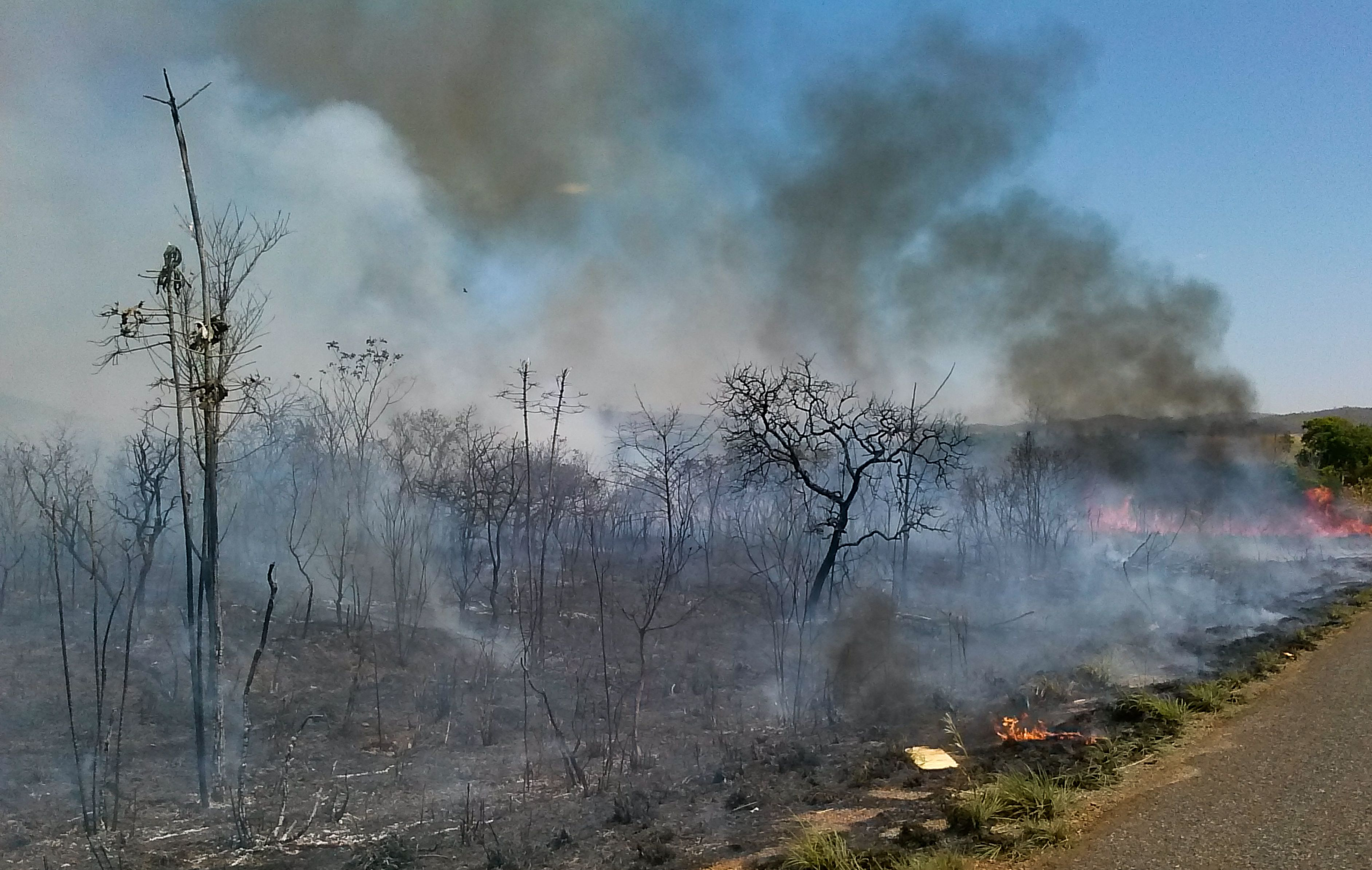
Queimadas em uma área de cerrado no Distrito Federal em setembro de 2015.

- Em Outubro de 2015, o excesso de chuvas no sul do Brasil causou enchentes e milhões de reais em prejuízos. Porto Alegre registrou o mês de Outubro mais chuvoso desde 1939[13] e o Rio Guaíba atingiu a maior marca desde 1941.[14] Mais de 170 mil pessoas em 132 municípios foram atingidas pelas fortes chuvas e enchentes de rios somente no estado do Rio Grande do Sul.[15] Em Santa Catarina, mais de 157 500 pessoas foram de alguma forma atingidas pelas chuvas em 111 municípios, dos quais 42 decretaram situação de emergência. Quatro pessoas morreram. Os prejuízos passaram de R$ 500 milhões.[16]

- A estiagem no norte do Brasil foi agravada pelo fenômeno. O nível do Rio Negro (Amazonas) caiu mais de sete metros somente no mês de outubro[17] e a capital Manaus ficou por mais de 20 dias seguidos coberta por fumaça proveniente de mais de 11 mil focos de queimadas na região amazônica, valor recorde.[18] As chuvas ficaram até 50% abaixo da média em Belém (Pará) onde as tradicionais chuvas vespertinas não ocorreram e os níveis dos reservatórios das usinas hidroelétricas do estado do Pará operaram com níveis muito baixos.[19]

- Uma forte onda de calor atingiu o Centro Oeste, Sudeste, parte do Norte e Nordeste do Brasil entre os meses de setembro de outubro. Mais de 30 cidades com estações meteorológicas do INMET registraram temperaturas acima dos 40 °C apenas no dia 16 de outubro de 2015.[20] Diversas capitais também tiveram quebra de recorde de calor durante o período: Belo Horizonte registrou a maior temperatura em mais de 105 anos com 37,4 °C em 17 de outubro,[21] dia em que Goiânia também registrou seu recorde de calor absoluto com 40,4 °C;[22] Brasília registrou o recorde de calor absoluto com 36,4 °C em 18 de outubro;[23] Rio de Janeiro registrou a maior temperatura em uma primavera em mais de 100 anos com 42,8 °C; Palmas registrou 42,1 °C em 16 de outubro, também recorde de calor do município; e Manaus registrou seu recorde de calor com 38,9 °C em 21 de setembro.[24]

- Agravamento da seca nos estados de Minas Gerais e Espírito Santo, que vinham sendo afetados pela estiagem e chuvas irregulares desde 2014.[25]